# حسان تركي عطية
حسان تركي عطيه (بالإنجليزية: Hassan Turki Attiya)؛ مواليد 1 يوليو 1981 في العراق، هو لاعب كرة قدم عراقي سابق لعب لنادي النفط.

## وصلات خارجية
- حسان تركي عطية على موقع قاعدة بيانات كرة القدم.إي يو (الإنجليزية)
- حسان تركي عطية على موقع ناشيونال فوتبول تيمز (الإنجليزية)